# Villa Dulce (población)
Villa Dulce es un macro conjunto habitacional de clase media situada en el sector oriente de la ciudad chilena de Viña del Mar, proyectado como política de bienestar para los trabajadores por parte de Refinería de Azúcar de Viña del Mar (CRAV) Pese al poblamiento del conjunto habitacional creado por la empresa, la CRAV quebró en 1981 por la grave situación económica producida a comienzos de los años 1980 tanto a nivel nacional como internacional.

## Historia
Villa dulce fue inaugurada en su primera etapa como "Villa Dulce CRAV" el 14 de junio de 1963. Debe su nombre a la Refinería de Azúcar de Viña del Mar (CRAV), una de las más importantes de la historia industrial de la Ciudad Jardín, como política de bienestar para sus trabajadores. La zona donde se emplazó el proyecto habitacional de la CRAV se encontraba en el sector sur del antiguo fundo "Las Achupallas", fundo que fue loteado por la Confederación de Sindicatos Obreros de Viña del Mar el 17 de septiembre de 1950 para el fallido proyecto de la ciudad obrera de Achupallas en plena zona de la Meseta del Gallo. La empresa azucarera compra la parte sur del antiguo fundo a la recién creada Sociedad de Promoción de Viviendas Económicas (PROVIEN) de la misma confederación sindical para proyectar la población obrera.
Se divide en dos zonas: "Villa Dulce Crav" inaugurada en 1963 y "Villa Dulce Norte" y su ampliación posterior inaugurada en 1967. Estas fueron creadas durante los años 1960 en donde las casas poseen una gran estructura y todas han sobrevivido los terremotos posteriores, esto debido a sus muros de concreto bien estructurados tomando en cuenta la superficie de área establecida en cerros y quebradas colindantes a la Meseta del Gallo. Villa Dulce era considerado hasta los años 1980 la población más extrema de Viña del Mar muy cercanas a Quilpué debido a que esta se encuentra a 10 minutos de estas dos ciudades en auto o locomoción colectiva. Por esta razón, y tras el loteo del conjunto habitacional, se efectuó la construcción para comienzos de los años 1960 del Camino Troncal Viejo entre estas dos ciudades de acceso más expedito que su antiguo acceso por el Camino El Olivar cercano al Jardín Botánico Nacional debido a sus curvas accidentadas y su camino rústico.
Villa Dulce se destaca en tener una variedad de áreas verdes cercanas como el Jardín Botánico, el cual representa el segundo pulmón verde más grande del Gran Valparaíso por detrás de la Reserva del Lago Peñuelas. Esto le da tranquilidad al sector, considerando que en las zonas urbanas no hay tanto tráfico, pues las grandes vías se sitúan en los límites de la población. Prueba de ello son las autopistas Troncal Urbano y Camino Internacional.
En este sector hay más de diez plazas una de las más importantes es la plaza "Roberto Benitez" que se encuentra en el pasaje de ese mismo nombre que cuenta con hermosos árboles, abundante pasto y juegos infantiles.
El 2 de febrero del 2024 la comunidad se vio afectada por los incendios de la quinta región, dejando una variedad de viviendas quemadas.
Además de las casas fundadoras, la población se ha expandido con condominios:
- "El Trebol"
- "Milled I y II
- "Viña Oriente"

## Colegios
- Escuela John Kennedy
- Colegio Casteliano (Campus Central)
- Colegio Crisol
- Colegio Casteliano (Campus frutillar)
- Colegio Cristiano Eben-Ezer

## Deportes
Cuenta con un estadio deportivo del Club "Villa Dulce Crav", el cual destaca en los campeonatos deportivos anuales. Este club deportivo y social nace el 13 de mayo de 1961 al amparo de la refinería de azúcar Crav.
Posee además una piscina pública, que se encuentra ubicada al interior de la Escuela "John Kennedy".
En conjunto con la Junta Vecinal se desarrollan variadas actividades deportivas, tanto para el adulto mayor como para jóvenes, en donde se destaca el taller de taekwondo, dictado por el Instructor Patricio Lillo perteneciente al Club Tae G. y las clases de Defensa Personal y Autoprotección funcionando como KIHANDDO VIÑA DEL MAR, que se realizán en la seda aledaña a la Defensoría Civil a cargo del Instructor Johan Pizarro.